# Batié
Batié ist sowohl eine Gemeinde (französisch commune rurale) als auch ein dasselbe Gebiet umfassendes Departement im westafrikanischen Staat Burkina Faso in der Region Sud-Ouest und der Provinz Noumbiel. Die Gemeinde hat 31.968 Einwohner. Die zur Gemeinde gehörende Stadt Batié ist die Hauptstadt der Provinz Noumbiel.